# Большой Татош
Большой Татош — деревня в Молчановском районе Томской области, Россия. Входит в состав Тунгусовского сельского поселения.

## История
Основана в 1898 г. В 1926 году посёлок Большой Татошинский состоял из 83 хозяйств, основное население — украинцы. В составе Тунгусовского сельсовета Молчановского района Томского округа Сибирского края.

## Население
| 1926 | 2002 | 2008 | 2010 | 2012 | 2013 | 2014 |
| ---- | ---- | ---- | ---- | ---- | ---- | ---- |
| 405  | ↘70  | ↘58  | ↗60  | ↘58  | ↘53  | ↗54  |
| 2015 | 2021 |      |      |      |      |      |
| ↘49  | ↘38  |      |      |      |      |      |